# Ernst von Wildenbruch

Ernst von Wildenbruch, 1906

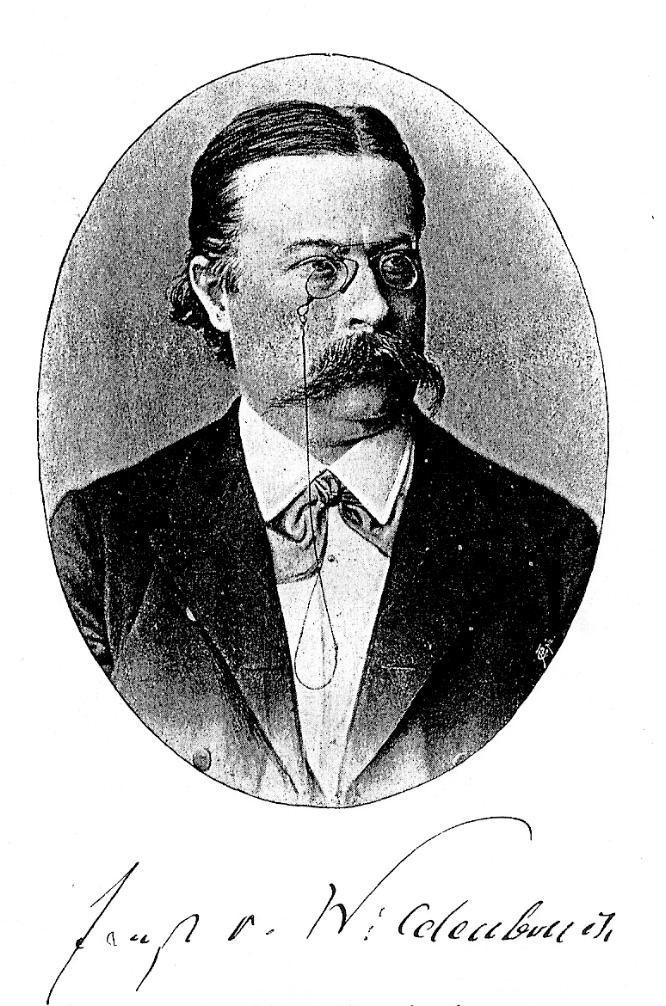
Ernst von Wildenbruch, ca. 1885

Ismael Gentz: Ernst von Wildenbruch auf dem Totenbett

Ernst Adam von Wildenbruch (* 3. Februar 1845 in Beirut, Osmanisches Reich; † 15. Januar 1909 in Berlin) war ein deutscher Schriftsteller und Diplomat.

## Familie
Ernst von Wildenbruch war der Sohn des preußischen Generalkonsuls in Beirut und späteren preußischen Generalleutnants Louis von Wildenbruch (1803–1874), der ein illegitimer Spross des Prinzen Louis Ferdinand von Preußen aus einer seit 1800 andauernden Liaison mit  Henriette Fromme (* 12. Februar 1783 in Berlin; † 1828 in Königsberg) war. Die Kinder dieser Liaison, Sohn Louis und Tochter Blanka, wurden am 3. März 1810 durch König Friedrich Wilhelm III. unter dem Namen von Wildenbruch in den preußischen Adelsstand erhoben. Louis von Wildenbruch wuchs als Pflegesohn seines Onkels, des Fürsten Anton Radziwiłł (1775–1832) und dessen Gemahlin, Prinzessin Luise von Preußen (1770–1836), die eine Schwester des 1806 vor Saalfeld gefallenen Prinzen Louis Ferdinand war, auf. Im Radziwiłłschen Haus lernte Louis von Wildenbruch die Hofdame seiner Pflegemutter, Ernestine von Langen, kennen, die er am 9. August 1837 heiratete. Aus dieser Ehe gingen Ernst und fünf weitere Geschwister hervor:
- Luise Rahel (* 28. April 1838 in Berlin; † 20. Dezember 1918 in Klein-Öls) ⚭ Paul Graf Yorck von Wartenburg
- Margarete (* 2. Juni 1839 in Berlin; † 1. Juli 1839 ebenda)
- Berta (* 5. Juli 1841 in Berlin; † 29. Juli 1843 in Syrien)
- Emin (1842–1893), preußischer Oberst à la suite des Generalstabs
- Ludwig (1846–1930), preußischer Generalleutnant

Maria Karoline von Wildenbruch, geb. Freiin von Weber, 1875

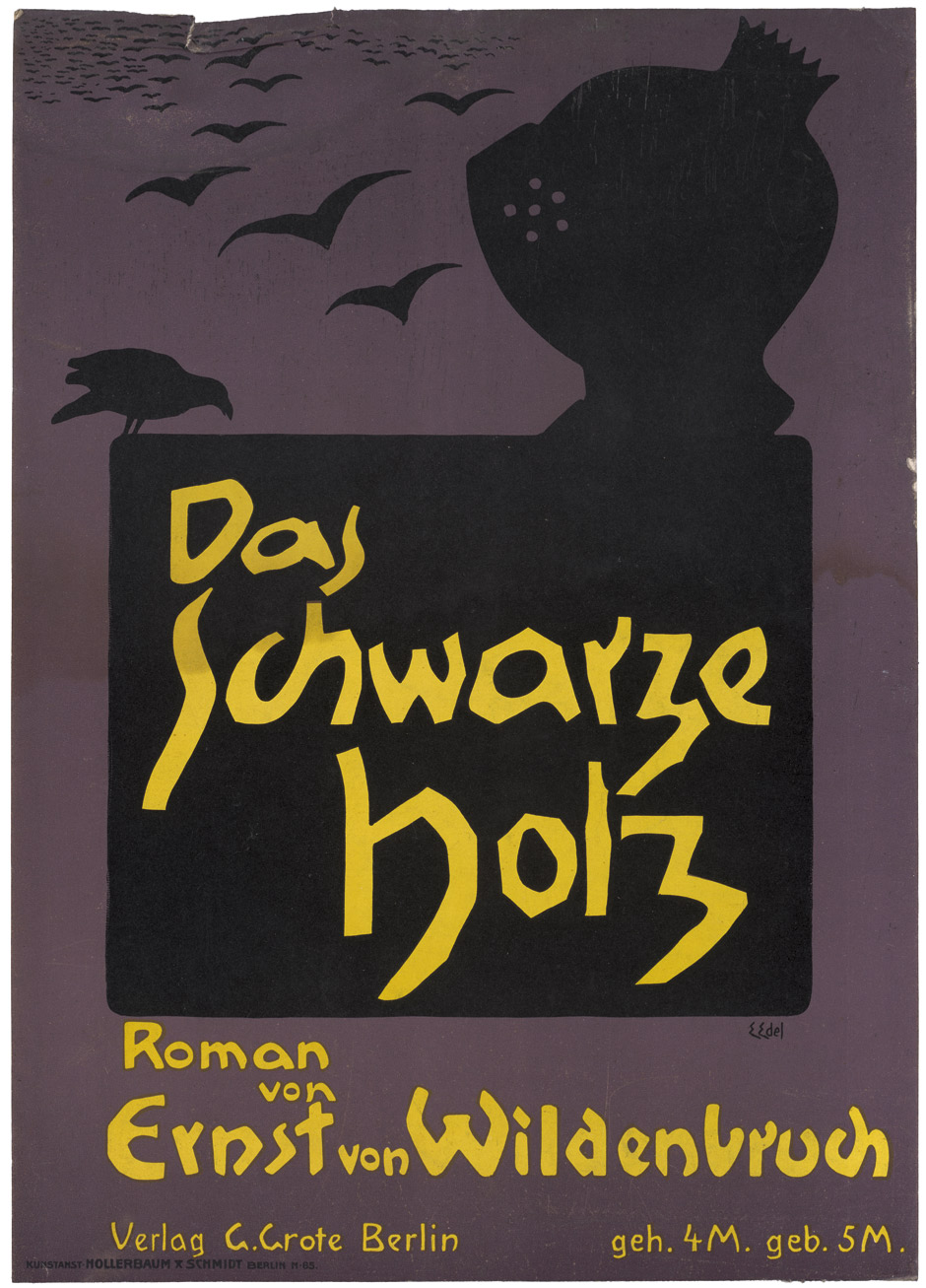
Werbeplakat für den Roman Das schwarze Holz, gestaltet von Edmund Edel

Ernst von Wildenbruch heiratete am 12. April 1885 in Berlin Maria Karoline Freiin von Weber (* 23. Februar 1847 in Chemnitz; † 1. Juli 1920 in Weimar), eine Enkelin des Komponisten Carl Maria von Weber, Tochter des Eisenbahnpioniers Max Maria von Weber und eine entfernte Verwandte von Constanze Weber, der Ehefrau von Wolfgang Amadeus Mozart. Die Ehe blieb kinderlos.

## Leben
Nach Aufenthalten in Athen und Konstantinopel ließ sich die Familie 1857 in Berlin nieder, wo Ernst von Wildenbruch das Französische Gymnasium besuchte. 1859 trat er in das Kadettenkorps ein, das er 1863 mit dem Offizierspatent beendete. Von 1863 bis 1865 diente er als Leutnant im 1. Garde-Regiment zu Fuß der Preußischen Armee in Potsdam. Dann quittierte er den aktiven Militärdienst und holte in den folgenden zwei Jahren am Gymnasium von Burg bei Magdeburg sein Abitur nach, um anschließend in Berlin von 1867 bis 1870 Rechtswissenschaften zu studieren. 1866 und 1870/71 nahm er als Reserveoffizier an den Kriegen gegen Österreich und Frankreich teil. Von 1871 an war er Referendar am Appellationsgericht in Frankfurt (Oder) und legte 1876 sein zweites Staatsexamen ab. 1877 wurde er zunächst für wenige Monate Richter am Amtsgericht Eberswalde und am Stadtgericht von Berlin. Dann erhielt er eine Anstellung in der juristischen Abteilung des Auswärtigen Amtes und wurde 1897 zum Geheimen Legationsrat befördert. 1897 unterstützte er die von Magnus Hirschfeld initiierte Petition an den Reichstag zur Abschaffung des Paragraphen 175 aus dem Strafgesetzbuch.
Im Jahr 1907 zog er nach Weimar in eine vom Architekten Paul Schultze-Naumburg entworfene Villa ('Haus Ithaka'), nachdem er bereits seit 1892 regelmäßig mehrere Monate im Jahr in Weimar verbracht hatte.
Nach Ernst von Wildenbruchs Tod am 15. Januar 1909 sandte der Deutsche Kaiser an die Witwe folgende Depesche:

„Die Meldung von dem Hinscheiden Ihres Gatten hat mich mit schmerzlicher Teilnahme erfüllt; ich spreche Ihnen mein herzlichstes Beileid aus. Mit dem deutschen Volk beklage ich den Verlust des trefflichen Mannes und gottbegnadeten Dichters, dessen Lebenswerk der Mit- und Nachwelt unvergängliche Schätze geschaffen und geschenkt hat.“

## Leistungen

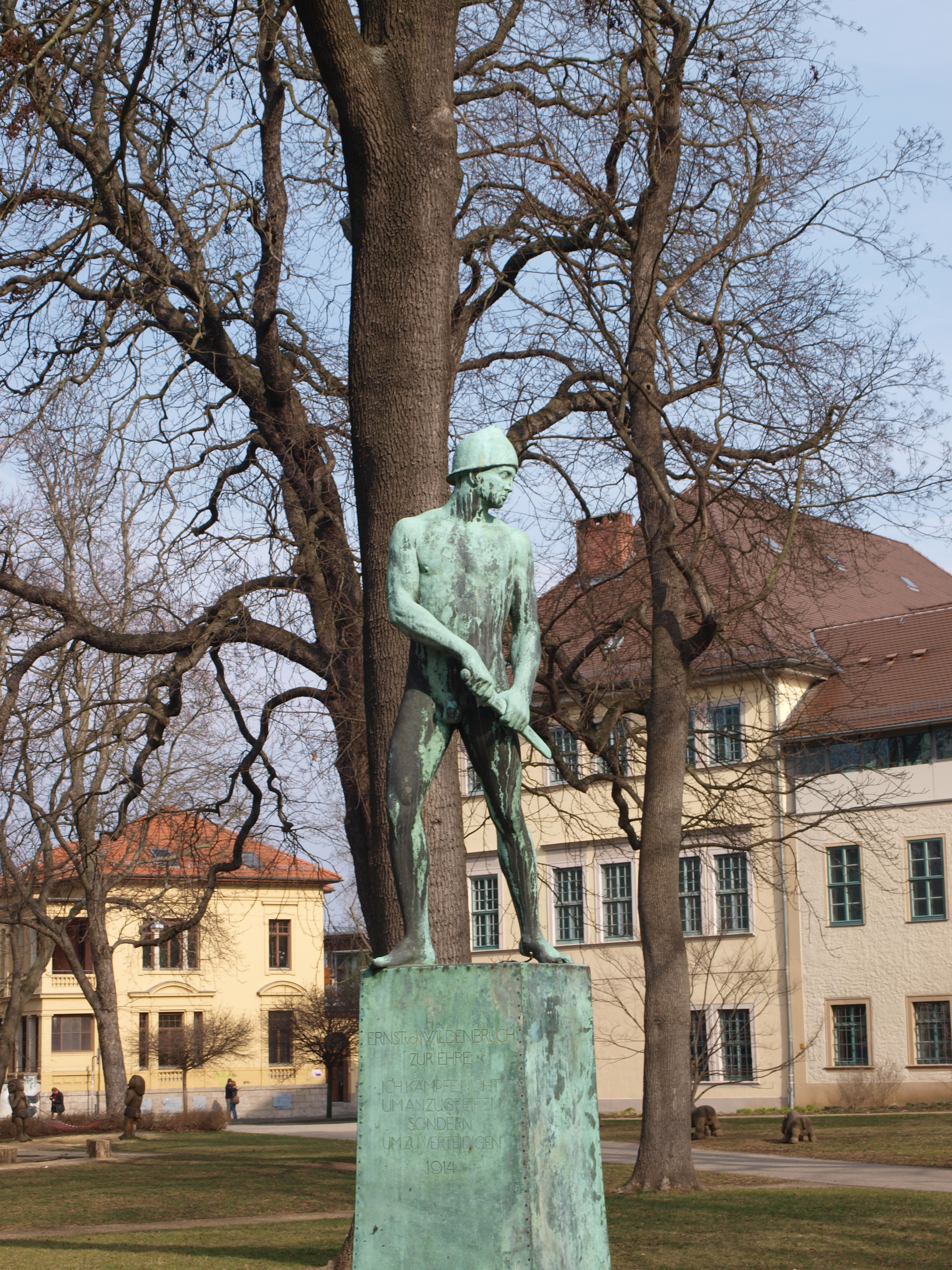
Denkmal Ernst von Wildenbruch zur Ehre. Sockelinschrift: „Ich kämpfe nicht um anzugreifen sondern um zu verteidigen“.

Zu Wildenbruchs Œuvre zählen zahlreiche Balladen, Dramen, Romane und Erzählungen. Er ist ein Hauptvertreter des großen gründerzeitlichen Historiendramas der 1880er Jahre und der nationalistischen Bismarcklyrik der Zeit um 1900.
Sein Nachlass befindet sich im Goethe- und Schiller-Archiv in Weimar und im Archiv der Berlin-Brandenburgischen Akademie der Wissenschaften in Berlin, seine Bibliothek steht als Sonderbestand in der Zentral- und Landesbibliothek Berlin. Er liegt auf dem Historischen Friedhof in Weimar begraben. Das Grabmal in Form eines dorischen Tempels gestaltete Paul Schultze-Naumburg, die Ausführung besorgte 1909 der Bildhauer Gustav Sachse in Weimar. Die darin befindliche Bronzeplatte mit Sämann schuf der Bildhauer Georg Kolbe (1877–1947).

## Auszeichnungen und Ehrungen
- 1884: Franz-Grillparzer-Preis, Schiller-Preis
- 1889: Ehrendoktorwürde der Universität Jena
- 1896: Schiller-Preis auf Intervention von Kaiser Wilhelm II.

Bereits zu Beginn des Ersten Weltkriegs schuf der Weimarer Bildhauer Richard Engelmann ein monumentales Denkmal, das in der Zeit der DDR entfernt wurde und heute wieder im Poseckschen Garten in unmittelbarer Nähe des Friedhofs steht.

## Werke (in Auswahl)
- Lieder und Gesänge. Stilke & Weyden, Berlin 1877. (242 Seitem) (eingeschränkte Vorschau bei Google Bücher)
- Tiefe Wasser. (Fünf Erzählungen) Freund & Jeckel, Berlin 1898 / 9. Tausend 1916. (Digitalisat beim Karlsruher Institut für Technologie) (Inhalt: Waldgesicht, Die Alten und die Jungen, Der Liebestrank, Die Waidfrau, Das Orakel)
- Unter der Geissel. (Erzählung) 1901.
- Vionville. Ein Heldenlied in drei Gesängen. Stilke, Berlin 1873. (Digitalisat auf digitale-sammlungen.de)
- Sedan. Waldmann, Frankfurt an der Oder 1875. (eingeschränkte Vorschau auf Google Bücher)
- Der Meister von Tanagra. Eine Künstlergeschichte aus Alt-Hellas. Freund & Jeckel, Berlin 1880. (Digitalisat beim Karlsruher Institut für Technologie) / 11. Auflage mit Bildern von Franz Stassen, Grote, Berlin 1913. (185 Seiten)
- Harold. (Trauerspiel in fünf Akten) Freund & Jeckel, Berlin 1882. (Digitalisat der 3. Auflage 1883 auf archive.org)
- Christoph Marlow. (Trauerspiel in vier Akten) Freund & Jeckel, Berlin 1884.
- Die Quitzows. (Schauspiel in vier Akten) Freund & Jeckel, Berlin 1888. (Digitalisat der 12. Auflage von 1890 bei der Zentral- und Landesbibliothek Berlin)
- Das edle Blut. (Erzählung) Freund & Jeckel, Berlin 1893. ([https://archive.org/details/dasedlebluter00wilduoft/page/n6/mode/2up Digitalisat der 18. Auflage von 1893 in deutscher Einheitskurzschrift, F. Schulze, Berlin 1926. (80 Seiten))
- Der Astronom. (Erzählung) Freund & Jeckel, Berlin 1887. (Digitalisat beim Karlsruher Institut für Technologie)
- Heinrich und Heinrichs Geschlecht. (Tragödie in zwei Abenden) Freund & Jeckel, Berlin 1895. (Digitalisat beim Karlsruher Institut für Technologie)
- Das deutsche Drama. Seine Entwicklung und sein gegenwärtiger Stand. Verlag für Literatur, Kunst und Musik, Leipzig 1899. (Digitalisat auf digitale-sammlungen.de)
- Blätter vom Lebensbaum. (mit Vorwort von Berthold Litzmann) Grote, Berlin 1910. (484 Seiten)
- Junge Seelen. (drei Erzählungen; mit Zeichnungen von Hans Baluschek) Grote, Berlin 1916. (121 Seiten)
- Kindertränen. (zwei Erzählungen; Buchschmuck von Heinrich Vogeler) Grote, Berlin 1905. (121 Seiten)
  - als Neuausgabe mit einer Anmerkung von Heinrich Brinker und Zeichnungen von Hans Baluschek) Grote, Berlin 1916. (121 Seiten)
- Gesammelte Werke. (hrsg. von Berthold Litzmann) 16 Bände, Grote, Berlin 1911–1924.
- Ausgewählte Werke. (mit Einleitung von Hanns Martin Elster) 4 Bände, Grote, Berlin 1919.
- Die Waidfrau. (= Wiesbadener Volksbücher, Nr. 207.) Verlag des Volksbildungsvereins, Wiesbaden 1927. (102 Seiten)
- Junge Seelen. (Erzählungen; mit sechs farbigen Bildern von Steffie Schäfer) Grote, Berlin 1934. (Inhalt: Der Letzte, Das edle Blut, Das Orakel, Archambauld, Neid)

### Bühnenwerke (Auswahl)
- Die Philologen am Parnaß oder Die Vivisektoren. Ein Satyrspiel. Stilke & Weyden, Berlin 1869. (56 Seiten)
- Wildenbruch-Zyklus, 1. Abend: Der Menonit. (Trauerspiel in vier Akten) 1881.
- Wildenbruch-Zyklus, 2. Abend: Die Karolinger. (Trauerspiel in fünf Akten) 1881.
- Wildenbruch-Zyklus, 3. Abend: Die Quitzows. (vaterländisches Drama in vier Akten) 1888?
- Wildenbruch-Zyklus, 5. Abend: Die Lieder des Euripides. (Schauspiel in drei Akten; mit Musik von Ferdinand Hummel)
- Wildenbruch-Zyklus, 6. Abend: Der deutsche König. (Schauspiel in fünf Akten)
- Die Haubenlerche. (Schauspiel in vier Akten) 1890 / 2. Auflage, Freund & Jeckel, Berlin 1891 / 5. Auflage, Grote, Berlin 1910. (177 Seiten)
- Das Hexenlied. (Ballade; Musik von Max von Schillings, op. 15 1902/1903, für Sprecher und Orchester (oder Klavier); Text von Ernst von Wolzogen; geschrieben und illustriert von Johann Holtz) Reichsdruckerei, Berlin 1911. (15 Blatt)
- Die Rabensteinerin. (Schauspiel in vier Akten) 1907. (Sonder-Vorstellung zum Besten des Wildenbruch-Denkmal-Fonds im Schauspielhaus Berlin am 29. Oktober 1911)
- Väter und Söhne. (Schauspiel in fünf Akten) Volksausgabe, Grote, Berlin 1912. (144 Seiten)
- Der neue Herr. (Schauspiel in 7 Vorgängen) Grote, Berlin 1913. (221 Seiten) (Digitalisat auf archive.org)
- Jung-Olaf. (Ballade für Sprecher und Orchester (oder Klavier); Musik von Max von Schillings, op. 28; Text von Ernst von Wolzogen) 1914.
- Der Junge von Hennersdorf. (Volksstück in zwei Akten) Freund & Jeckel, Berlin 1895. (Digitalisat bei der bei der Zentral- und Landesbibliothek Berlin)